# Crotalaria erythrophleba
Crotalaria erythrophleba är en ärtväxtart som beskrevs av John Gilbert Baker. Crotalaria erythrophleba ingår i släktet sunnhampor, och familjen ärtväxter. Inga underarter finns listade i Catalogue of Life.